# Thomas Linley den yngre

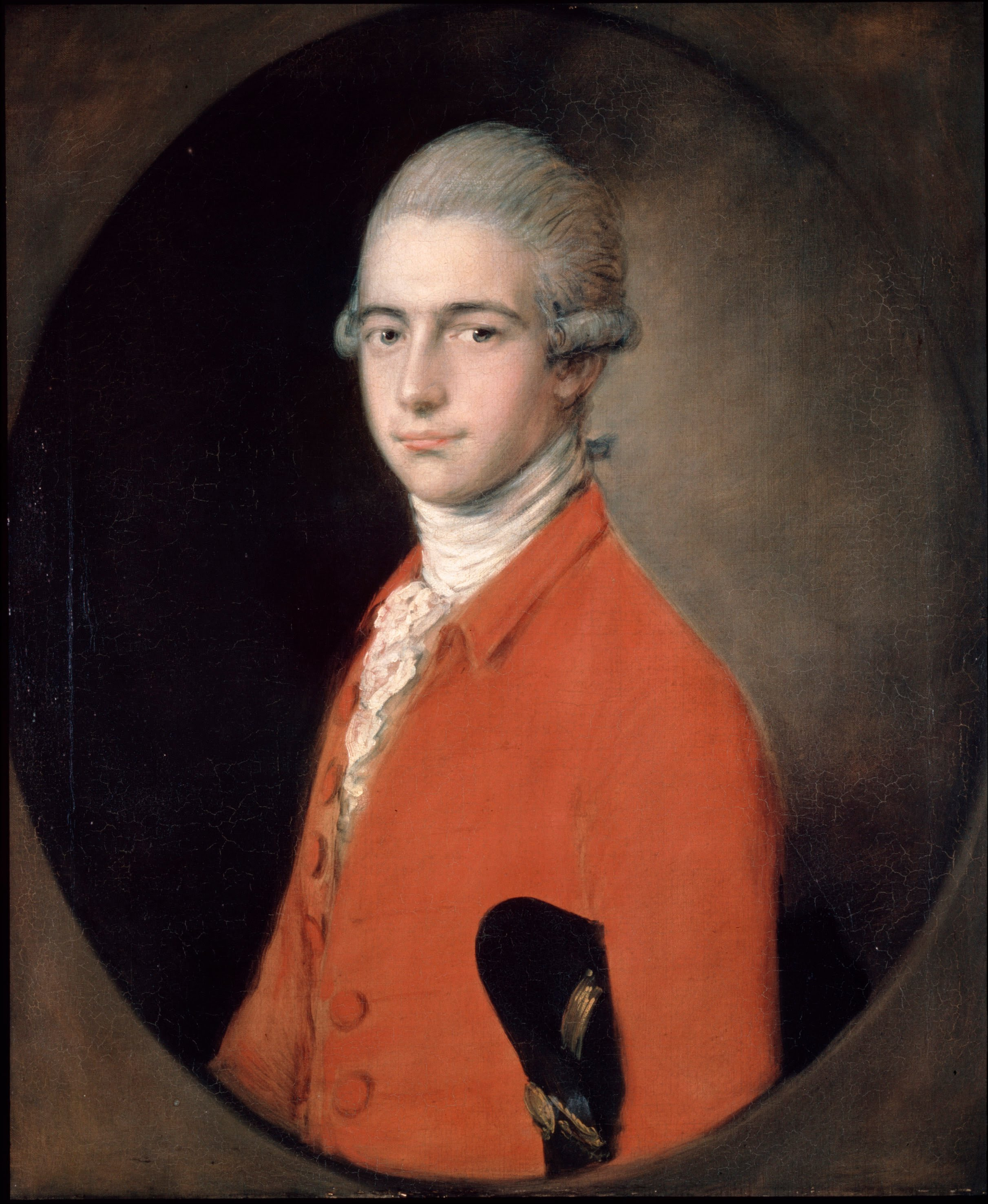
Thomas Linley, av Thomas Gainsborough (omkring 1771).

Thomas (Tom) Linley den yngre, född den 7 maj 1756, död den 5 augusti 1778, var en brittisk musiker. Han var äldste son till tonsättaren Thomas Linley den äldre och dennes hustru Mary Johnson. 
Linley var en av Englands mest brådmogna tonsättare och musiker och kallades "Englands Mozart".